# Mohamed Tarabulsi
Mohamed Kheir Tarabulsi (arabisch محمد خير طرابلسي, DMG Muḥammad Ḫair Ṭarābulsī; * 26. September 1950 in Beirut; † 21. August 2002 ebendort) war ein libanesischer Gewichtheber.

## Karriere
Seinen größten Erfolg feierte Mohamed Tarabulsi bei den Olympischen Sommerspielen 1972, wobei er eine Silbermedaille in der Gewichtsklasse bis 75 kg mit einer Leistung von 472,5 kg erringen konnte.